# سیارک ۲۱۵۶۲
سیارک ۲۱۵۶۲ (به انگلیسی: 21562 Chrismessick، نامگذاری:1998QZ94) بیست و یک هزار و پانصد و شصت و دومین سیارک کشف شده‌است که در ۱۹ اوت ۱۹۹۸ کشف شد.
قدر مطلق سیارک برابر ۲۰.۴ است.